# 成田敦子
成田 敦子（なりた あつこ、1941年 - 1975年6月12日）は、元文化放送アナウンサー。神奈川県出身。

## 略歴
青山学院高等部、早稲田大学文学部仏文科卒業後の1964年、文化放送にアナウンサーとして入社した。翌年結婚し、一女をもうける。『東京ミッドナイト』『走れ!歌謡曲』など、深夜番組のDJとして人気を集め、「ひょうたんなまず」の愛称で親しまれた。1971年末に乳癌を発症して手術を受け、翌年退社した。1974年に脳腫瘍を発症し、2度の開頭手術を受けるものの回復せず、1975年6月12日に国立がんセンターで死去した。33歳没。
没後に出版された遺稿集『チーちゃん、ごめんね ― ガンと闘う母から娘へ』は1977年に東京12チャンネル（現在のテレビ東京）でテレビドラマ化され、1984年には映画化（西河克己監督）され、成田役はドラマ版では浜美枝、映画版では秋吉久美子がそれぞれ演じた。

## 担当番組
- ミュージック・ホリデー
- 東京ミッドナイト
- 走れ! 歌謡曲
- ニュース・パレード
- 土地建物 何でも相談室
- 赤ちゃん相談室
- 明日を豊かに

## 著書
- 話そう夜明けまで（光風社書店、1971年6月）
- チーちゃん、ごめんね ― ガンと闘う母から娘へ（遺稿集、光風社出版、1976年）

## レコード
- くらやみにご用心 / B面：紅茶にバラを浮かべて（HIT-787）